# Порицьк
Порицьк - колишнє селище міського типу в Волинській області колишнього Порицького району. З 1951 року це село Павлівка.

## Історія
Влітку 1915 року Порицьк було окуповано австро-німецькими військами, котрі перебували тут аж до 1918 року. Більшість населення було евакуйовано на схід. В роки війни в Порицьку згоріла дерев'яна церква і було пошкоджено палац Чацьких, які володіли містечком.